# 遺傳工程武器
遺傳工程武器（genetic engineering weapon）又簡稱基因武器，即為透過分子遺傳學以及合成生物學的技術，以重組DNA的方式將基因混合以及結合的方式製造的生物武器，目前處於概念階段尚未有國家公開裝備。基因武器理論有一大特點是可以進行針對性種族滅絕，不只是殺傷人類而是特定族群人類甚至包含遺傳其後代，然病毒無法區別軍人與平民，而是全面滅絕類似恐怖主義所以有道德爭議。

## 特點
1. 未來以後的生產成本下降、殺傷力會更大、甚至作用時間長。
2. 對於使用方法難以發現偵測、難預防、難治療。
3. 使用方法簡單，施放手段多。
4. 只傷害人畜，甚至特定人種，而不破壞武器裝備、設施。
5. 一旦產生效果後能產生強烈的心理威懾作用。

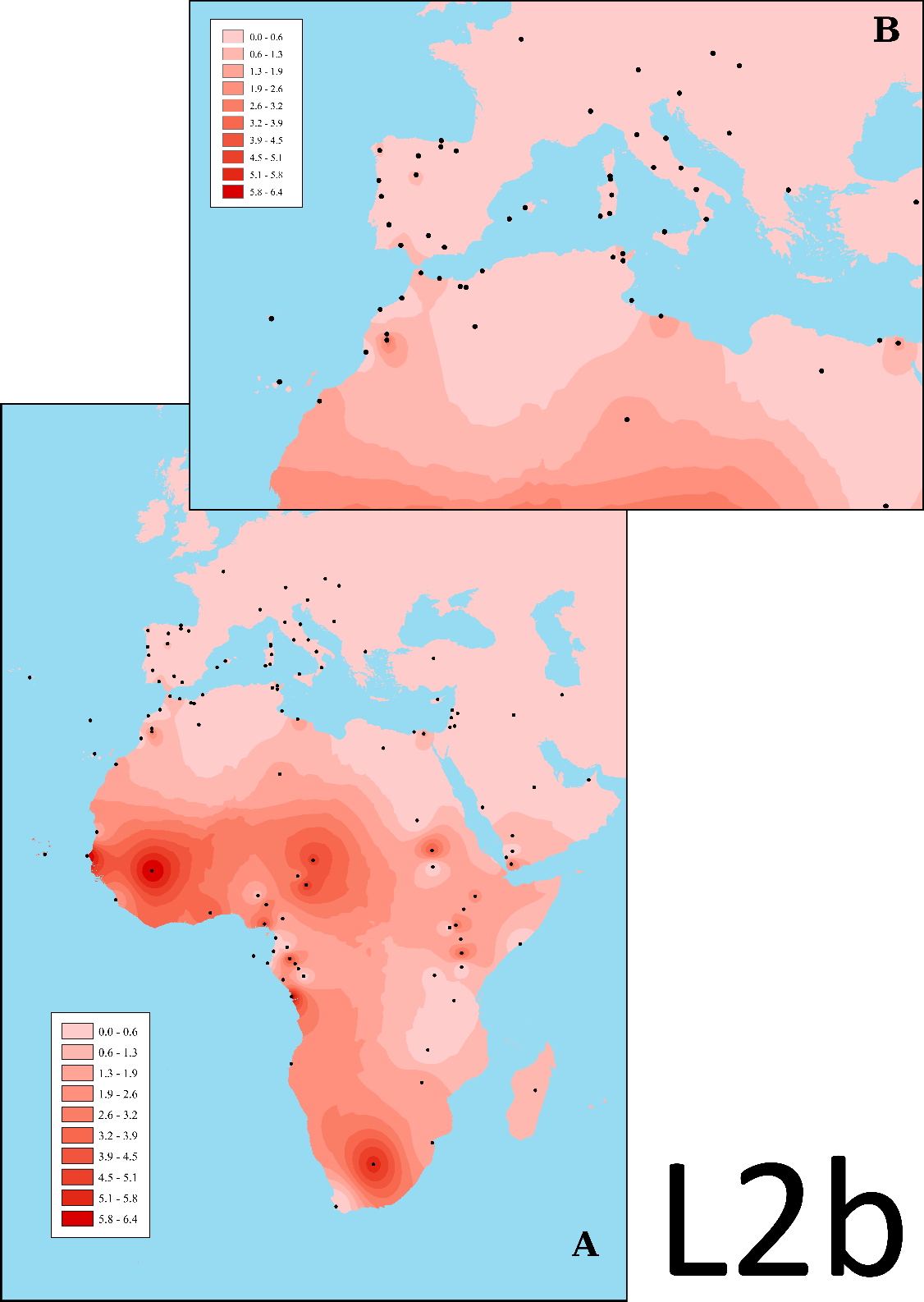
某一種基因型的人種在非洲分布圖，若是設定一種病毒辨認該基因觸發，則上述地區都將重創其他地方甚至無影響。

2017年，中国人民解放军国防大学出版的一本名为《军事战略学》的教材首次提出了生物战可能包括“特定族群的基因攻击”。同年，前中国人民解放军将军张士波撰写的一本书得出结论称，“现代生物技术的发展逐渐显示出具有进攻性的特征”，包括“特定族群的基因攻击”。2020年，同一所解放军大学的一位教授谈到了“针对性攻击具有巨大的战争效果”，可以“摧毁一个种族或特定群体的”攻击方式。

## 基因武器製造方式

### 基因混合製造
基因混合的方式例如蘇聯於1970年代在俄屬中亞鹹海附近的「復興島」（Vozrozhdeniye）成功地將「鼠疫」與「天花」結合在一起，亦即如果患者感染這種「Plague-pox」就會先出現鼠疫的症狀，例如全身淋巴腺發炎、紅腫、壓痛且可能流膿，也會有發燒現象。在感染後3—8天會出現倦怠感、寒顫、發燒等現象。
但是鼠疫發病後期就會出現天花的症狀，例如膿泡。膿泡出現後，會因為皮下出血而導致皮膚變黑，患者多數會因此死於內臟出血、感染其他併發症、或是多重器官衰竭。這種生物武器的可怕在於鼠疫與天花均為潛伏期長的重大流行疾病，亦即帶原者發病前已經造成大規模的傳染與散佈，其後發病時，病患的唾液與分泌物又會再一次造成大規模的傳播。目前此疫病並無疫苗可資對抗，亦無藥物可以治療；更令人毛骨悚然者，即為自1990年代蘇聯垮台後，軍方各單位均因經費大幅衰減而出現人員逃役，武器遺失等重大管理缺陷與疏失，此病毒株與技術資料亦然。但至今沒有在世上傳出有類似病情或武器，所以當年的研發是否真的成功暂时无法考证，也有可能是成功但已經被徹底銷毀。

### 基因結合方式
基因結合的方法如下：例如改變流行性感冒病毒株（主要是以甲型（A型）流感病毒株為主），令其產生結合眼鏡蛇毒液的化學鍵，因此帶原者發病後除了流行感冒的症狀產生之外，例如會有發燒頭痛、咳嗽、肌肉痛（以背部和腿部最為明顯）、疲勞感、胸部不適，鼻塞打噴嚏，以及喉嚨劇痛之外，在病發後期也會出現遭到眼鏡蛇以毒液攻擊後的症狀，比如嚴重視力障礙、暈眩、嗜睡及麻痹等癥狀，最後患者亦如傷者一樣產生心臟血管系統崩潰並且陷入昏迷，最終會因呼吸衰竭而死亡。

## 終極基因武器
理論上最完美的武器是利用基因具有分別物種的功能，儘管靈長目人科黑猩猩屬（Pan）與人屬（Homo）在基因上有極大相同之處（黑猩猩的染色體除了第22對和額外的一對，其他的都與人相近），但是經過DNA定序之後，基因武器即可以定序後的基因碼，排除各物種之間的基因差異，然後針對特定族群進行攻擊導致發病，或者降低一定的免疫力以致於容易死於輕微的生物感染。
另外終極基因武器還可改變策略，利用遺傳學中的種系發生學及遺傳系譜學改變被攻擊對象的基因，以致於被攻擊的對象出現絕育或產生嚴重缺陷的後代子嗣。由於現代民族國家的形成與漫長歷史的文化聚居現象有關，所以同一國家的人可能大部屬於同一基因意義人種，所以基因甄別型病毒一旦施放是有可能對敵國重大殺傷而己方就算感染也只有輕度死傷，成為一種有軍事意義的戰略武器。

## 國際相關事件

### 俄羅斯的指控
2017年11月敘利亞內戰逐漸走向終結，ISIS組織也遭重創，俄羅斯與當地什葉派力量的結盟戰略在3年間幾乎挫敗了美國所有計畫，中東影響力大增並使土耳其等若干遜尼派美國盟國，也開始調整為中間立場略為親俄。
然而在一場莫斯科會議上普京突然提出有人正在蒐集俄羅斯人的基因特徵，並暗示是要製造基因武器對俄羅斯種族滅絕，此番論據引起軒然大波，然而隨後的俄羅斯最大入口網站民調顯示，多數俄國人民相信確有其事，且認為就是美國意圖進行基因武器的種族滅絕，而公開資料顯示7月份時美國空軍的一個小型後勤教育部門突然開標一個怪異的採購計畫，需要12個人類基因和24個人類滑膜樣本，而指定要俄羅斯人種和歐羅巴人種(俄籍占多數)，多數民眾沒有人相信美國是要研發什麼新藥幫俄國人治病，那唯一解釋就是基因武器。

### 中國藥明康德事件
2016年10月21日科技部對蘇州药明康德新藥開發公司發出處分決定書，根據《人類遺傳資源管理暫行辦法》第四條、第十六條開罰，未經許可將5165份中國人遺傳資源(血清)以動物血漿的名義詐欺海關部門，意圖出口，決定書送達起科技部終止該公司國際合作和出境活動的申請，沒收並銷毀所有查獲血清，另處罰款。公司方說法則是个别员工的个人行为，並在招股书中有公示過並無隱瞞。
人類遺傳資源管理法規趨緊與國際傳言甚久的基因武器研發有關，理論上有可能研發一種病毒針對特定民族強化殺傷力，例如SARS病毒陰謀論，全球感染人數共8437例而中國受感染人數有7764例，占比高達92%，而在西方人中，幾乎沒有一人中SARS，东南亚感染国家中，华人为主的新加坡感染人数又居多，因此，SARS可能是某国研發專門針對华人的基因武器，時至十多年後依然有論點認為這是天然狀況的機率近於零，實質是人為基因武器的陰謀論在傳播，但在理論上，病毒能自己鎖定某一族群的可能性很小。雖然長期處於國際傳言階段，但俄羅斯總統普京在2017年10月30日俄罗斯人权委员会议上首次公開宣稱，有人正在系統收集俄國人生物资料，意圖製造基因武器，讓這一傳言首度公開由世界大國口中檯面化。此次事件與药明康德在美國上市和與美國製藥廠的關係做出聯結，導致其替外國製作基因武器的流言在網上傳播。

### 以色列“种族炸弹”
1998年11月，《星期日泰晤士报》报道称，以色列试图制造一种“种族炸弹”，其中包含一种可以针对阿拉伯人群中特定遗传特征的生物制剂。《连线新闻》也报道了这个故事，外交报告也有报道。

### 新冠病毒起源
2019新冠病毒溯源引起了一些关于该病毒来源的阴谋论，其中称其来源为德特里克堡的阴谋论引起广泛关注。
中国外交部发言人赵立坚提及了一篇文章，声称美国军人可能将病毒带入武汉，而中国网民则联署要求调查德特里克堡生物实验室。然而，一些媒体指出这些说法可能是阴谋论，加拿大全球研究机构的历史也被质疑。此外，一些文章在社交媒体上广泛传播，但存在质疑其可靠性的声音。中国外交部和媒体则多次呼吁世卫组织对德特里克堡实验室进行调查，称其安全记录不佳。